# Clambus semiflanus
Clambus semiflanus is een keversoort uit de familie oprolkogeltjes (Clambidae). De wetenschappelijke naam van de soort werd in 1926 gepubliceerd door Arthur Mills Lea.